# Nelson Loyola
Nelson Loyola Torriente (* 3. August 1968) ist ein ehemaliger kubanischer Fechter.

## Erfolge
Nelson Loyola wurde 1997 in Kapstadt mit der Mannschaft Weltmeister. 1989 in Denver und 1999 in Seoul schloss er die Weltmeisterschaften im Mannschaftswettbewerb jeweils auf dem Bronzerang ab. Des Weiteren gewann er bei den Panamerikanischen Spielen 1999 in Winnipeg mit der Degen-Equipe die Goldmedaille. 2003 wiederholte er in Santo Domingo mit ihr diesen Erfolg, zudem sicherte er sich Silber mit der Florett-Mannschaft. Dazwischen nahm er an den Olympischen Spielen 2000 in Sydney teil, bei denen er in der Einzelkonkurrenz in der ersten Runde ausschied und den 35. Platz belegte. Im Mannschaftswettbewerb sicherte er sich mit der kubanischen Equipe, zu der neben ihm noch Carlos Pedroso und Iván Trevejo gehörten, nach einem abschließenden 45:31-Erfolg über Südkorea den dritten Platz und damit die Bronzemedaille.